# Roztropice

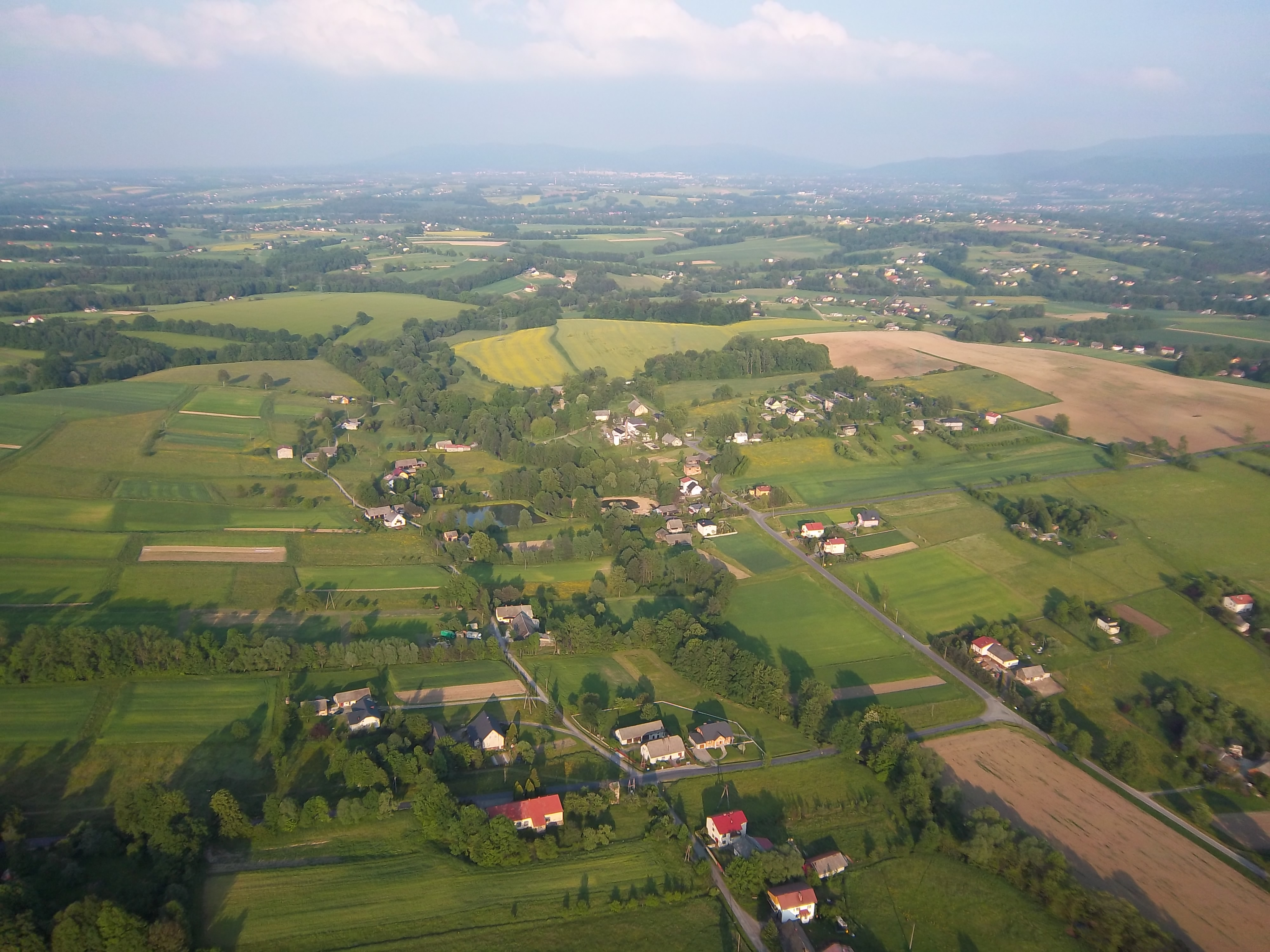
Überblick

Roztropice (früher auch Roztropica; deutsch Rostropitz oder Ostropitz) ist eine Ortschaft mit einem Schulzenamt der Gemeinde Jasienica im Powiat Bielski der Woiwodschaft Schlesien, Polen.

## Geographie
Roztropice liegt an der Grenze des Auschwitzer Beckens (Kotlina Ostrawska, im Nordwesten) und des Schlesischen Vorgebirges (Pogórze Śląskie, im Südosten), etwa 10 km westlich von Bielsko-Biała und 50 km südlich von Katowice im Powiat (Kreis) Bielsko-Biała.
Das Dorf hat eine Fläche von 576,1 ha.
Nachbarorte sind Iłownica im Norden, Rudzica im Nordosten, Wieszczęta im Süden, Kowale im Südwesten, Pierściec im Westen.

## Geschichte
Das Dorf liegt im Olsagebiet (auch Teschener Schlesien, polnisch Śląsk Cieszyński).
Der Ort wurde circa 1305 im Liber fundationis episcopatus Vratislaviensis (Zehntregister des Bistums Breslau) erstmals urkundlich als Item in Rostropitz erwähnt. Der Name ist patronymisch abgeleitet vom Vornamen *Roztrop (polnisch roztropny bedeutet vernünftig) mit typischen patronymischen Wortende -ice.
Politisch gehörte das Dorf ursprünglich zum Herzogtum Teschen, dieses bestand ab 1290 in der Zeit polnischen Partikularismus. Seit 1327 bestand die Lehensherrschaft des Königreichs Böhmen, seit 1526 gehörte es zur Habsburgermonarchie.
Nach der Aufhebung der Patrimonialherrschaften war es ab 1850 eine Gemeinde in Österreichisch-Schlesien, Bezirk Bielitz und Gerichtsbezirk Skotschau. In den Jahren 1880 bis 1910 verkleinerte sich die Einwohnerzahl von 474 im Jahre 1880 auf 441 im Jahre 1910, es waren überwiegend polnischsprachige (zwischen 97,3 % und 98,7 %) und deutschsprachige (12 oder 2,5 % im Jahre 1880). Im Jahre 1910 waren 77,2 % römisch-katholisch, 22,2 % evangelisch, es gab drei Juden.
1920, nach dem Zusammenbruch der k.u.k. Monarchie und dem Ende des Polnisch-Tschechoslowakischen Grenzkriegs, kam Roztropice zu Polen. Unterbrochen wurde dies nur durch die Besetzung Polens durch die Wehrmacht im Zweiten Weltkrieg.
Von 1975 bis 1998 gehörte Roztropice zur Woiwodschaft Bielsko-Biała.